# The Mystery of the Lost Stradivarius
The Mystery of the Lost Stradivarius è un cortometraggio muto del 1914 diretto da George Lessey. Nono episodio di The Chronicles of Cleek, serie Edison a un rullo.

## Produzione
Il film fu prodotto dalla Edison Company.

## Distribuzione
Distribuito dalla General Film Company, il film - un cortometraggio in una bobina - uscì nelle sale cinematografiche degli Stati Uniti il 28 luglio 1914.